# Rhineland (Manitoba)
Pour les articles homonymes, voir Rhineland.
Rhineland est une municipalité rurale du Manitoba située dans le sud de la province. Sa superficie est de 953,42 km2 et les villes d'Altona, de Gretna et de Plum Coulee sont enclavées dans la municipalité rurale.

## Démographie
| 2001  | 2006  | 2011  | 2016  |
| ----- | ----- | ----- | ----- |
| 4 183 | 4 125 | 5 772 | 5 945 |

## Référence
- (en) Cet article est partiellement ou en totalité issu de l’article de Wikipédia en anglais intitulé « Rural Municipality of Rhineland » (voir la liste des auteurs).
- (en) Profil municipal gouvernement du Manitoba

1. ↑  « Statistique Canada - Profils des communautés de 2006 -    Rhineland » (consulté le 6 juin 2020)
2. ↑  « Statistique Canada - Profils des communautés de 2016 -   Rhineland » (consulté le 3 juin 2020)